# Lista över parker i Helsingfors
Detta är en partiell lista över parker i Helsingfors.
| Park                       | Bild | Stadsdel     |
| -------------------------- | ---- | ------------ |
| Alpparken                  |      |              |
| Barnlunden                 |      |              |
| Björnparken                |      |              |
| Brunnsparken               |      | Brunnsparken |
| Dallapéparken              |      |              |
| Djurgården                 |      | Bortre Tölö  |
| Elisabetsskvären           |      | Kronohagen   |
| Esplanadparken             |      |              |
| Fabriksparken              |      |              |
| Fölskvär                   |      |              |
| Gamla kyrkoparken          |      | Kampen       |
| Gammelledsparken           |      |              |
| Gumtäkt botaniska trädgård |      | Gumtäkt      |
| Gumtäkts äng               |      | Majstad      |
| Gårdsbacka kälkparken      |      |              |
| Helsingfors centralpark    |      |              |
| Hesperiaesplanaden         |      |              |
| Hesperiaparken             |      |              |
| Kajsaniemiparken           |      |              |
| Klädesfabriksparken        |      |              |
| Körsbärsträdsparken        |      |              |
| Lekparken Askungen         |      |              |
| Maria Hammaréns backe      |      |              |
| Montörsparken              |      |              |
| Paasivuoriskvären          |      |              |
| Poroviksparken             |      |              |
| Sinebrychoff-parken        |      |              |
| Tarja Halonens park        |      |              |
| Tokoistranden              |      |              |
| Tove Janssons park         |      |              |
| Trekanten                  |      |              |